# ガス会社前停留場
ガス会社前停留場（ガスがいしゃまえていりゅうじょう）はかつて函館市万代町にあった函館市交通局（現・函館市企業局交通部、函館市電）の停留所である。1991年（平成3年）策定の函館市交通事業健全化計画に基づき、本線の一部と宮前線の廃止に伴い廃止された。

## 構造
- 2面2線の相対式ホームであった。

## 周辺
- 国道5号
- 国道228号
- 北海道道571号五稜郭公園線
- 函館万代郵便局
- 北洋銀行万代町支店 - 2021年4月19日より五稜郭公園支店に移転、建物は解体された。
- 北海道ガス函館支社

## 歴史
- 1925年（大正14年）10月1日 - 本線延伸時に万年橋停留場（まんねんばしていりゅうじょう）として開業。当初は終点[2]。
- 時期不詳 - 万代町停留場（ばんだいちょうていりゅうじょう）に改称[2]。
- 時期不詳 - 亀田停留場（かめだていりゅうじょう）に改称[2]。
- 時期不詳 - 移転。
- 1950年（昭和25年）9月14日 - 宮前線亀田 - 宮前町間開業[2]。
- 1951年（昭和26年） - 1954年（昭和29年）頃 - ガス会社前停留場に改称[2]。
- 1954年（昭和29年）11月20日 - 本線当停留場 - 鉄道工場前間延伸開業[2]。
- 1978年（昭和53年）11月1日 - 本線当停留場 - 五稜郭駅前間廃止[2]。
- 1991年（平成3年） - 函館市交通事業健全化計画が策定される
- 1993年（平成5年）4月1日 - 上記計画に基づき、本線函館駅前 - 当停留場間および宮前線廃止により廃駅[3]。

## 隣の停留場
函館市交通局
本線（1978年11月1日廃止）
ガス会社前停留場 - 亀田町停留場
本線（1993年4月1日廃止）
万代町停留場 - ガス会社前停留場
宮前線（1993年4月1日廃止）
ガス会社前停留場 - 宮前町停留場